# بریان لیتل
بریان لیتل (به انگلیسی: Brian Little) زادهٔ ۲۵ نوامبر ۱۹۵۳ بازیکن فوتبال اهل انگلستان بود که سابقهٔ بازی در تیم ملی فوتبال انگلستان را در کارنامهٔ خود دارد. وی در تاریخ ۲۱ مه ۱۹۷۵ تنها بازی ملی خود را در مقابل تیم ملی فوتبال ولز انجام داد.